# Zvonimir Soldo
Zvonimir Soldo (Zagreb, 2. studenoga 1967.), bivši je hrvatski nogometaš i reprezentativac, danas nogometni trener. Osvojio je s Hrvatskom nogomentom reprezentacijom broncu na Svjetskom prvenstvu 1998. u Francuskoj. Kao igrač odlikovao se visokim profesionalizmom. Nastupao za njemački VfB Stuttgart, čiji je bio kapetan, više od 10 godina. Bivši trener Dinama s kojim je osvojio prvenstvo i kup 2008. godine.

## Igračka karijera

### Klupska karijera
Bivši hrvatski reprezentativac, u Njemačkoj zvan "Zvonni", u početku se opredijelio za studiranje prava, kao izvanredni student, na Sveučilištu u Zagrebu, ali je nakon 6 semestara, položivši samo dva ispita, odustao.
Od 1985. do 1987. godine igrao je u zagrebačkoj Lokomotivi. Svoju karijeru u zagrebačkom Dinamu započeo je kao branič ili obrambeni vezni 1988. godine. No nije se dugo zadržao i nakon 2 godine otišao je put Zadra. Kasnije je završio u tadašnjem NK Inker Zaprešiću, gdje osvaja hrvatski kup, pa se vratio u matični klub koji se tada zvao Croatia Zagreb. U Croatiji je sezone 1995./96. osvojio dvostruku krunu te je potom otišao u inozemstvo, u njemačku Bundesligu, točnije, u VfB Stuttgart za koji je debitirao 17. kolovoza 1996. godine.
Tada započinje njegova 10-godišnja era u kojoj je odigrao oko 300 bundesligaških utakmica, te 47 u europskim natjecanjima. Kao kapetan kluba iz Stuttgarta odigrao je blizu 200 utakmica. 1997. godine osvojio je njemački kup, a sezone 2002./03. s klubom je završio kao doprvak Njemačke, te sljedeće godine nastupio u Ligi prvaka. Sezone 2003./04. u najelitnijem nogometnom natjecanju tijesno su u 1/8 završnice s 0:1, 0:0 ispali od moćnog Chelsea.
Soldo je za vrijeme njegovog igranja u VfB Stuttgartu postao pravi simbol nogometnog profesionalizma i uzor, te podrška mladima u klubu. Prilikom dolaska talijanskog trenera Giovannia Trapattonija na klupu kluba Soldo je izgubio mjesto u startnoj postavi što navijači nisu prihvatili te su tražili da kapetan ponovno zaigra. Momčad je, također, bez njega igrala puno lošije, pa je Soldo uskoro opet bio među prvih 11. Soldo je 2006. godine napustio Stuttgart. U njegovu čast tada je priređena velika oproštaljna utakmica.

### Reprezentativna karijera
Za nogometnu reprezentaciju Hrvatske je nastupio 61 put, postigavši 3 pogotka. Prvi nastup za reprezentaciju bila mu je prijateljska utakmica Slovačka – Hrvatska, 20. travnja 1994. godine. Bio je važan igrač na Europskom prvenstvu u Engleskoj 1996. godine, te na Svjetskom prvenstvu 1998. godine u Francuskoj na kojima je s reprezentacijom imao vrlo zapažene rezultate. Posljednje mu je veliko natjecanje bilo je Svjetsko prvenstvo 2002. godine Kao član reprezentacije 1998. godine dobitnik je Državne nagrade za šport "Franjo Bučar".

## Trenerska karijera

### Dinamo Zagreb
Nakon ostavke Branka Ivankovića, 14. siječnja 2008. godine potvrđeno je od strane NK Dinama da je Zvonimir Soldo novi trener maksimirskog kluba. Prije toga Zvonimir je bio trener mlađih kategorija u klubu. U travnju 2008. godine s Dinamom je osvojio naslov prvaka. Nakon što je uvjerljivo pobjedom u finalu kupa svladao Hajduk, Soldo podnosi neopozivu ostavku na mjesto trenera kao rezultat višetjednih novinskih nagađanja o njegovoj poziciji. Uvjerljivim završetkom prvenstva i osvajanjem kupa u nekoliko je navrata doživio skandiranja navijača te osvojio simpatije javnosti.

### 1. FC Köln
U ljeto 2009. godine Soldo je dobio poziv da preuzme njemačkog  bundesligaša Kölna te je na tom mjestu zamijenio dotadašnjeg trenera i klupsku legendu Christopha Dauma. Uspio je zadržati klub u Bundeslizi.
Sezona Bundeslige 2010. – 2011. je počela loše za Köln. Nakon nekoliko kola je nanizao niz loših rezultata. Zbog toga ga je njemački nogometni časops "Kicker" proglasio, po statističkom učinku do tada, najlošijim trenerom tog kluba svih vremena. Nakon poraza od Hannovera dobio je otkaz u 25. listopada 2010. godine.

### Shandong Luneng
Početkom veljače 2017. godine postao je trenerom kineskoga kluba Shandong Lunenga.

## Priznanja

### Igračka

#### Individualna
- Za njegova postignuća u VfB Stuttgartu dobio je Staufer medalju koju dijeli uprava njemačke pokrajine Baden-Württemberg.[7]

#### Klupska
NK Inter-Zaprešić
- Hrvatski nogometni kup (1) : 1992.

Dinamo Zagreb
- Prvak Hrvatske (1) : 1995./96.
- Hrvatski nogometni kup (1) : 1996.

VfB Stuttgart
- Njemački kup (1) : 1997.

#### Reprezentativna
- Francuska 1998. - Bronca
- Kao član reprezentacije 1998. godine dobitnik je Državne nagrade za šport "Franjo Bučar".

### Trenerska
Dinamo Zagreb
- Prvak Hrvatske (1) : 2007./08.
- Hrvatski nogometni kup (1) : 2008.

## Zanimljivosti
»Zbog jedinice iz matematike u 7. razredu majka mi je nožem izrezala nogometnu loptu. Uspjela me zastrašiti, jer sam se zabrinuo da mi slični majčini pokušaji ne unište buduću karijeru nogometaša.«

## Vanjske poveznice
- Profil, Hrvatski nogometni savez